# گوریو نو تسوبونه
گوریو نو تسوبونه (به ژاپنی: 五龍局, Goryū no Tsubone); 1529 – ۲ اوت ۱۵۷۴) دومین دختر موری موتوناری و میوکیو اهل ژاپن بود.